# Cattive abitudini (fumetto)
Cattive abitudini è una graphic novel scritta da Emidio Clementi e disegnata da Gianluca Costantini, pubblicata da Giuda Edizioni nel 2013. Il volume illustra, attraverso il fumetto, i testi delle canzoni dell'omonimo album musicale dei Massimo Volume ed è diviso in dodici capitoli, ciascuno corrispondente alle singole canzoni dell'album, e i relativi testi fanno da base per la sceneggiatura per i disegni di Costantini.